# Hoppelberg bei Langenstein
Hoppelberg bei Langenstein este o arie protejată (arie specială de conservare — SAC, sit de importanță comunitară — SCI) din Germania întinsă pe o suprafață de 55 ha, integral pe uscat.

## Localizare
Centrul sitului Hoppelberg bei Langenstein este situat la coordonatele 51°50′21″N 11°00′20″E / 51.8392°N 11.0056°E.

## Înființare
Situl Hoppelberg bei Langenstein a fost declarat sit de importanță comunitară în octombrie 2000 pentru a proteja 2 specii de animale. Situl a fost protejat și ca arie specială de conservare în decembrie 2018.

## Biodiversitate
Situată în ecoregiunea atlantică, aria protejată conține 3 habitate naturale: Păduri de fag Luzulo-Fagetum, Păduri de fag Asperulo-Fagetum, Păduri de stejar și carpen Galio-Carpinetum.
La baza desemnării sitului se află mai multe specii protejate de  mamifere (2): liliac cârn (Barbastella barbastellus), liliac comun (Myotis myotis)
Pe lângă speciile protejate, pe teritoriul sitului au mai fost identificate 1 specie de mamifere.